# زندان شهرکرد
زندان مرکزی شهرکرد، در شهرکرد مرکز استان چهارمحال و بختیاری قرار دارد. این زندان زیر نظر سازمان زندان‌های قوه قضاییه ایران اداره می‌شود.

## وقایع مهم
- سال ۱۳۹۴ طی آتش‌سوزی زندان شهرکرد، ۱۳ نفر از زندانیان کشته و تعداد زیاد دیگری نیز مصدوم شدند.[۱] این تعداد در ابتدا ۱۱ نفر کشته و ۱۵ مصدوم بود.[۲]

قبل از وقوع این حادثه، زندانیان به شرایط بد زندان اعتراضاتی کرده بودند که با تنبیه و مجازات روبرو شدند، به همین دلیل زندانیان در روز دوشنبه ۱۳ مرداد در اعتراض به آن به آتش زدن پارچه و لباسهای خود اقدام کردند، ولی این آتش‌سوزی شدت زیادی پیدا کرد و به بندهای دیگر نیز گسترش یافت، ولی زندانبانان دربها را قفل کرده و از هرگونه کمک رسانی به داخل بندها جلوگیری کرده و بند را ترک کردند. سپس مأموران آتش‌نشانی به زندان رسیدند ولی رئیس زندان شهرکرد از خراب کردن دیوارها به بهانه فرار زندانیان جلوگیری کرد که در نهایت به دلیل همین تصمیم ۱۳ نفر جان خود را به دلیل خفگی از دست دادند.

## زندانیان مشهور
- منصور نظری: در سال ۱۳۹۵ به دلیل افشای باند فساد قضات در قوه قضائیه، بازداشت و در زندان شهرکرد نگهداری میشد. ایشان هم‌اکنون از زندان آزاد شده‌است.[۵]